# Hukou

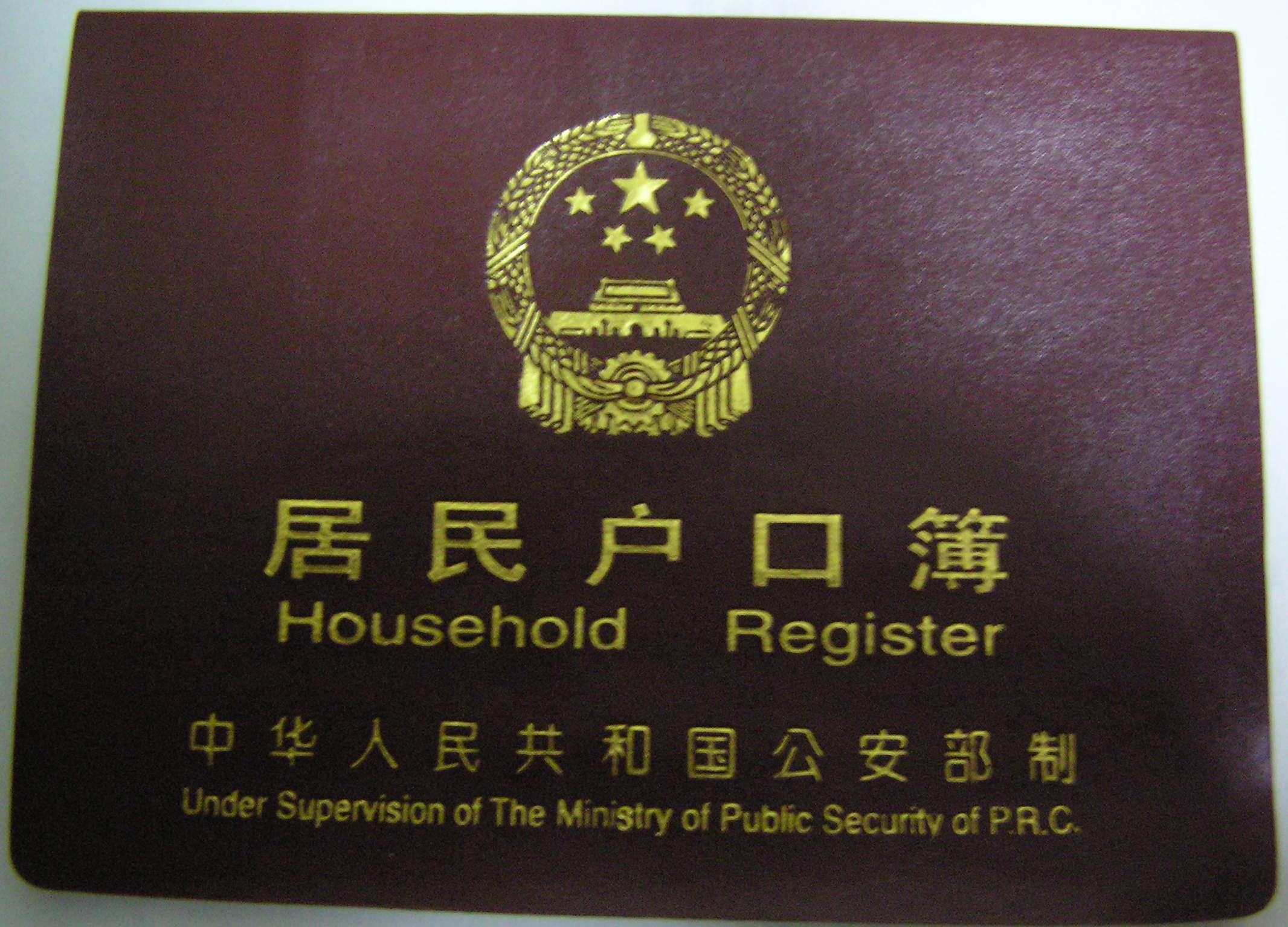
Rejestr hukou (indywidualne gospodarstwo domowe)

Hukou (hùkǒu: 户口) lub Huji (hùjí: 戶籍) – restrykcyjny system zameldowania wprowadzony w latach 50. XX wieku w Chinach kontynentalnych i na Tajwanie. Odnosi się do zezwoleń na pobyt stały opierających się na prawnie wymaganej rejestracji gospodarstwa domowego.
Rejestr gospodarstwa domowego oficjalnie uznaje osobę za mieszkańca danego obszaru. Zawiera informacje takie jak: imię i nazwisko, data urodzenia, imiona i nazwiska rodziców, imię i nazwisko małżonka, jeżeli osoba jest zamężna.
Hukou może także w wielu kontekstach odnosić się do rejestru rodowego, ponieważ zapis w rejestrze gospodarstwa domowego jest dokonywany na rodzinę i zwykle zawiera daty urodzin, śmierci, ślubów, rozwodów, przeprowadzek wszystkich członków rodziny. Podobny system rejestracji gospodarstwa domowego istnieje w strukturach administracji publicznej w Japonii (koseki), Wietnamu (Hộ khẩu) i Północnej Korei. W Korei Południowej system Hoju został zniesiony 1 stycznia 2008 roku.

## Historia
Rejestry rodowe istniały w Chinach już od czasów dynastii Xia. W kolejnych stuleciach rejestr rodowy ewoluował w organizację rodzin i klanów dla celów podatkowych, poboru do wojska oraz kontroli społecznej.
Za panowania dynastii Zhou Simin pełniący funkcję ministra zarządzającego ludnością był odpowiedzialny za odnotowywanie urodzeń, śmierci, imigracji i emigracji. Istniały trzy kopie sporządzonych przez niego dokumentów, przechowywane w różnych miejscach. Ówczesny podział administracyjny był wypadkową odległości od stolicy. Pierwszy okręg znajdujący się najbliżej stolicy nazywał się dubi, kolejne dwa bardziej oddalone to Xiang i Sui. Rody były zorganizowane według systemu baojia.
Guan Zhong, premier państwa Qi, stosował różną politykę podatkową oraz poboru do wojska w zależności od obszaru. Poza tym Guan Zhong zakazał imigracji i emigracji oraz separacji rodzin bez zezwolenia.
Xiao He, pierwszy kanclerz dynastii Han, wymieniał Hu jako jedno z dziewięciu podstawowych praw Hanów, a także wprowadził system
hukou jako podstawę dochodu z podatków i poboru do wojska.

## Zezwolenia na pobyt stały w Chinach kontynentalnych
Gdy KPCh przejęła władzę w Chinach pod koniec lat 40., wprowadziła centralnie zarządzaną gospodarkę planową. W 1958 Mao Zedong utworzył system dziedzicznego zezwolenia na pobyt stały, który określał, gdzie ludzie mogli pracować. Mieszkańcy zostali, najogólniej mówiąc, skategoryzowani jako pracownicy „miejscy” lub „wiejscy”. Pracownik chcący przenieść się ze wsi do miasta by podjąć pracę w sektorze innym niż rolniczy, musiał ubiegać się o pozwolenie w odpowiednich organach administracji. Liczba pracowników, którym pozwalano na takie przeniesienie była ściśle kontrolowana. Migrujący pracownicy potrzebowali sześciu pozwoleń, by starać się o pracę w prowincji innej niż ich pierwotna. Osobom, które pracowały poza obszarem, do którego zostały oficjalnie przypisane, nie przysługiwały racje zboża, zakwaterowanie z miejsca pracy lub opieka zdrowotna. Edukacja, zatrudnienie, małżeństwo i inne aspekty życia były kontrolowane.

## Podłoże systemu
Założeniem hukou miało być ograniczenie masowej migracji z obszarów wiejskich do miast dla zapewnienia równowagi strukturalnej w obliczu istnienia ogromnej populacji ubogich rolników. System hukou był narzędziem scentralizowanej gospodarki planowej. Poprzez regulację pracy gwarantował licznym przedsiębiorstwom państwowym odpowiednią liczbę nisko opłacanych pracowników.
Przez pewien okres Chińskie Ministerstwo Bezpieczeństwa Publicznego kontynuowało uzasadnianie systemu hukou na podstawie przesłanki o porządku publicznym, a także dostarczało danych demograficznych dla rządowej polityki centralnego planowania.
System hukou jest usprawiedliwiany przez niektórych uczonych jako podnoszący stabilność Chin dzięki lepszemu monitorowaniu “osób namierzonych”, które według standardów partii są politycznie podejrzane. Ciągle pozostaje to istotną funkcja hukou.

## Egzekwowanie hukou
Od około roku 1953 do 1976 policja okresowo robiła obławy na osoby nie posiadające ważnego pozwolenia stałego pobytu, umieszczała je w centrach zatrzymań i wydalała z miast. Przepisy administracyjne wydane w roku 1982, znane jako “areszt i repatriacja” upoważniały policję do zatrzymań ludzi i ich „repatriacji” do miejsca stałego zamieszkania.
Chociaż w teorii od jednostki wymaga się, by mieszkała na terenie, do którego jest przypisana na mocy zezwolenia, w rzeczywistości system w dużej mierze się załamał. Po reformach rynku w Chinach nieoficjalna migracja do miast i znalezienie pracy bez ważnego zezwolenia stały się możliwe. Reformy ekonomiczne stworzyły naciski, które pobudziły migrację z głębi kraju na wybrzeże. Dostarczyły również impulsu dla władz do niewprowadzania kontroli migracji.
Egzekwowanie hukou stało się łatwiejsze dzięki ogólnokrajowej bazie danych (zawierającej oficjalne rejestracje hukou), którą dysponuje policja. Jej stworzenie było możliwe dzięki komputeryzacji w latach 90. oraz większej współpracy między władzami policji z różnych regionów.

## Konsekwencje dla pracowników wiejskich
Od około roku 1953 do 1976 egzekwowanie praw związanych z miejscem zamieszkania doprowadziło do wyodrębnienia się najniższej klasy społecznej. Podczas gdy mieszkańcy miast cieszyli się gamą społecznych, ekonomicznych i kulturowych korzyści, ośmiuset milionowa populacja wsi chińskiej była traktowana jako obywatele drugiej kategorii. Tym niemniej jednak partia rządząca poczyniła pewne ustępstwa względem rolników, by uczynić życie na wsi możliwym do zniesienia.
W latach 1978–2001 Chiny przeszły od kapitalizmu państwowego do kapitalizmu rynkowego. Na obrzeżach miast stworzono strefy produkujące towary na eksport, gdzie pracownikami w najcięższych warunkach były głównie kobiety. Ograniczenia mobilności imigrantów były wszechobecne. Tymczasowi pracownicy byli zmuszani do niepewnej egzystencji w noclegowniach firm lub w slumsach.
Wpływ systemu hukou na imigrantów stał się szczególnie uciążliwy w latach 80., po tym jak setki milionów osób zostały wypchnięte z państwowych korporacji i spółdzielni. Od lat 80. około 200 milionów Chińczyków żyje poza oficjalnym miejscem zameldowania. W miastach cierpią z powodu o wiele niższego dostępu do edukacji i usług rządowych. Pod pewnymi względami ich status społeczny i ekonomiczny jest podobny do statusu nielegalnych imigrantów. Miliony rolników, którzy opuścili swe ziemie, utknęło na marginesie miejskiego społeczeństwa. Oskarża się ich tam o bycie przyczyną rosnącej przestępczości i bezrobocia. Pod presją mieszkańców miast (posiadających miejski hukou), ich władze wprowadzają dyskryminujące prawa.

## Analogie do apartheidu
System hukou jest nazywany “chińskim apartheidem”. Stopniowe rozluźnianie pewnych represyjnych aspektów systemu hukou od połowy lat 90. w dużym stopniu wyeliminowało przestrzenny wymiar apartheidu. Jednak hukou ciągle jest dziedziczny, więc główny element społecznego apartheidu pozostaje niezmienny.
Podobieństwa do apartheidu w Południowej Afryce wyczerpują dwie kwestie. Po pierwsze, w Chinach czasami dochodziło do zmiany kategorii pracowników miejskich (na mocy systemu xia fang lub “zesłania”), ich przemianowania na pracowników wiejskich i zesłania na tereny rolne do pracy za najniższe wynagrodzenie. Często taka zsyłka była wyrokiem za “burżuazyjne, imperialistyczne przestępstwa” popełnione podczas Rewolucji Kulturalnej. W Południowej Afryce, przeciwnie, biali pracownicy nigdy nie byli wysyłani do bantustanów. Po drugie, ideologią, która napędzała chiński system apartheidu był maoizm, a nie rasizm.
Niektórzy uczeni z Chin kontynentalnych uważają, że system hukou, pomimo iż jest dyskryminujący, nie jest gorszy niż system paszportowy zatrzymujący obywateli krajów rozwijających się przed osiedleniem się na Zachodzie. System ten został nazwany globalnym apartheidem.

## Reforma
Reformowanie systemu meldunkowego jest tematem bardzo kontrowersyjnym w ChRL. Choć działający system był w ChRL powszechnie uznawany za niesprawiedliwy i niehumanitarny, jednocześnie pojawiały się obawy, że liberalizacja mogłaby skutkować masowym napływem ludności do miast. To z kolei obciążyłoby poniżej krytycznego punktu już teraz wyczerpane służby rządowe i zaowocowałoby dalszymi stratami ekonomicznymi na terenach wiejskich, rosnącymi niepokojami społecznymi i falą przestępstw.
Z drugiej strony, od pewnego czasu uznaje się hukou za przeszkodę dla rozwoju gospodarczego. Przystąpienie Chin do Światowej Organizacji Handlu zmusiło je do przyjęcia reformy liberalizującej migrację zarobkową w celu przyspieszenia reformy ekonomicznej.
Restrykcyjny system hukou ulega dalszemu rozluźnieniu od połowy lat 90. Pierwsze rozluźnienie pozwoliło mieszkańcom wsi na zakup tymczasowego zezwolenia na zameldowanie w mieście, co było równoznaczne z możliwością podjęcia przez nich legalnej pracy. Opłaty za zezwolenia stopniowo zmniejszyły się do dosyć przystępnego poziomu. Dyskryminacja kobiet ze wsi słabnie od 1998 roku, kiedy hukou stało się dziedziczne i po ojcu i po matce.
Od 2001 roku kontrole hukou stały się coraz rzadsze. W 2003 roku kontrowersje otaczające śmierć Sun Zhiganga poważnie zaniepokoiły władze, które podjęły krok uchylenia praw aresztu i repatriacji. Do roku 2004 Minister rolnictwa ChRL szacował, iż ponad 100 milionów osób posiadających hukou na wsi pracowało w miastach.
System hukou nie jest stosowany w Hongkongu i Makau.